# 錢瑩
錢瑩（1978年10月28日—），中國大陸女演員，畢業於解放军通讯学院，主要在廣東省發展，近年移居北京。

## 演出作品

### 電視劇（中國大陸）
- 外来媳妇本地郎 飾 黄菲
- 酒后吐真言 飾 林随随
- 五星级情缘 飾 简洁
- 七十二家房客 飾 宋香萍
- 妹仔大过主人婆 飾 戴瑞花

### 電影（香港）
- 一家大晒